# Nattjärnen, Värmland
Nattjärnen är en sjö i Torsby kommun i Värmland och ingår i Göta älvs huvudavrinningsområde.